# We Love Disney 2
Albums de Alizée, Olivia Ruiz, Thomas Dutronc, Renan Luce…
We Love Disney
(2013) We Love Disney 3
(2016)
Singles
1. Tendre rêve interprété par Alizée
Sortie : 17 octobre 2014

We Love Disney 2 est le second album de reprises français appartenant à la franchise de même nom, de chansons issues des bandes originales Disney. Il fait suite à We Love Disney sortie en 2013. Ce nouvel opus contient 17 chansons, interprétées par des chanteurs et artistes français sorti le 3 novembre 2014.

## Contexte
En reprenant des morceaux non exploités dans le premier volume, l'album rend hommage aux chansons des productions Walt Disney Pictures et fait la part belle en particulier à Bambi et aux Aristochats.

## Singles
Le premier extrait de l'album est Tendre Rêve, interprété par Alizée.
Ce second album fait suite au succès commercial du premier opus We Love Disney.
On retrouve également un duo virtuel entre feu Henri Salvador et Élie Semoun reprenant la célèbre chanson extraite du dessin animé La Petite Sirène.

## Suite
En novembre 2016, sort le troisième opus We Love Disney 3, comprenant le dernier succès de Disney, Le Bleu Lumière.

## Promotion
Pour fêter la sortie de l'album, un concert a eu lieu le 3 novembre 2014 au Grand Rex : ce concert regroupait des artistes ayant participé indifféremment au premier ou à ce deuxième album. Les artistes étaient accompagnés par l'orchestre de Lutetia dirigé par Alejandro Sandler. Ce concert avait également pour but de soutenir l'Association Rêves.

## Liste des pistes
1. Heigh-Ho (Blanche-Neige et les Sept Nains) Instrumental
2. Je chante pour toi (Bambi) par Zaho
3. Tendre Rêve (Cendrillon) par Alizée
4. Belle Nuit (La Belle et le Clochard) par Kendji Girac
5. Zorro (Zorro) par Thomas Dutronc
6. J'en ai rêvé (La Belle au bois dormant) par Nolwenn Leroy
7. Le monde est petit (It's a Small World) par Coralie Clément et Zoé Félix
8. Chem Cheminée (Mary Poppins) par Jeanne Cherhal
9. Aie Confiance (Le livre de la jungle) par Carmen Maria Vega
10. Aristochats : Les Aristocats (Les Aristochats) par Olivia Ruiz
11. Thomas O'Malley (Les Aristochats) par Renan Luce
12. Des gammes et des arpèges (Les Aristochats) par Arielle Dombasle
13. Sous l'océan (La Petite Sirène) par Henri Salvador (enregistrement de 1989) et Élie Semoun
14. Partir là-bas (La Petite Sirène) par Louane
15. Le Monde qui est le mien (Hercule) par Jean-Baptiste Maunier
16. Je veux savoir (Tarzan) par Olympe
17. Le Renouveau (La Reine des neiges) par Anaïs Delva et Emmylou Homs

## Classement
| Classement (2014)            | Meilleure position |
| ---------------------------- | ------------------ |
| Belgique (Wallonie Ultratop) | 5                  |
| France (SNEP)                | 6                  |
| Suisse (Schweizer Hitparade) | 15                 |